# سانچانگ
سانچانگ (به لاتین: Sunchang County) یک منطقهٔ مسکونی در کره جنوبی است که در استان جئولابوک-دو واقع شده‌است. سانچانگ ۴۹۵٫۷۵ کیلومتر مربع مساحت و ۳۴٬۵۸۷ نفر جمعیت دارد.